# Hotel Palace
Hotel Palace (v originále The Palace) je italsko-francouzsko-švýcarsko-polský hraný film z roku 2023, který režíroval Roman Polański podle vlastního scénáře. Snímek měl světovou premiéru na filmovém festivalu v Benátkách dne 2. září 2023.

## Děj
Na konci roku 1999 se bohatá klientela sjíždí do luxusního hotelu Gstaad Palace v Gstaadu ve Švýcarsku, aby zde oslavila Silvestra a příchod roku 2000.

## Obsazení
| Oliver Masucci     | Hansueli, ředitel hotelu         |
| Fanny Ardant       | Constance Rose Marie de La Valle |
| John Cleese        | Arthur William Dallas III        |
| Mickey Rourke      | Bill Crush                       |
| Sydne Rome         | paní Robinson                    |
| Bronwyn James      | Magnolia                         |
| Joaquim de Almeida | doktor Lima                      |
| Luca Barbareschi   | Bongo                            |
| Alexandre Petrov   | Anton                            |
| Milan Peschel      | Caspar Tell                      |
| Fortunato Cerlino  | Tonino                           |